# Чамров, Фёдор Павлович
Фёдор Павлович Чамров (5 июня 1892, Корчевской уезд, Тверская губерния — 28 ноября 1937) — советский хозяйственник, один из руководителей советской нефтяной промышленности, ректор Грозненского нефтяного института (1932), член редколлегии журнала «Нефтяное хозяйство», кавалер Ордена Ленина (1931).

## Биография
Родился в семье рабочего. Участник гражданской войны. В 1919 году вступил в ВКП(б). В 1922—1925 годах работал старшим инспектором, а затем заведующим финансово-счётного бюро. В 1926 году был назначен заместителем управляющего трестом «Грознефть». В 1927—1928 годах был одним из руководителей строительства нефтепровода Грозный — Туапсе. В 1929 году в Париже им был заключён договор с французской стороной на проведение геофизических работ; в том же году состоялась его командировка в США. В 1931—1933 годах Чамров возглавлял трест «Грознефть». В 1932 году по совместительству был ректором Грозненского нефтяного института. В 1931 году был удостоен ордена Ленина за выполнение пятилетнего плана за четыре года.
В 1933 году добыча нефти трестом снизилась и по распоряжению наркома тяжёлой промышленности Серго Орджоникидзе в сентябре того же года Чамров был снят с должности. В том же году был исключён из партии, однако вскоре восстановлен и назначен заместителем начальника Главнефти Наркомата тяжёлой промышленности СССР. В апреле 1934 года был назначен директором-распорядителем советско-иранского нефтяного общества «Кевир-Хуриан».
10 октября 1937 года был арестован по обвинению в троцкизме. 28 ноября того же года осуждён Военной коллегией Верховного суда СССР по статье 58 уголовного кодекса РСФСР и в тот же день расстрелян. В 1956 году реабилитирован.